# 昭和町 (東京都北區)
昭和町（日语：／ Shōwamachi */?）是東京都北區的町名。現行行政地名為昭和町一丁目至昭和町三丁目。全域已實施住居表示。

## 地理
位於東京都北區南部東端，屬瀧野川地區。昭和町南北狹長，由南往北分別為一丁目、二丁目、三丁目。南北向的明治通貫穿本町中央，西邊有JR路廊與車站。

## 歷史
1889年（明治22年）町村制施行時，此地為北豐島郡瀧野川村（1913年町制施行後為瀧野川町）大字中里、上中里一部分。1930年町名變更，國鐵東北本線以東成立大字昭和町一丁目～三丁目。瀧野川町在1932年（昭和7年）編入東京市，為瀧野川區。1947年（昭和22年）瀧野川區與王子區合併成立北區，為北區昭和町。
1966年實施住居表示。

### 町名變遷
| 實施後       | 實施年月日               | 實施前       |
| ------------ | ------------------------ | ------------ |
| 昭和町一丁目 | 1966年（昭和41年）2月1日 | 昭和町一丁目 |
| 昭和町二丁目 | 1966年（昭和41年）2月1日 | 昭和町二丁目 |
| 昭和町三丁目 | 1966年（昭和41年）2月1日 | 昭和町三丁目 |

### 地名由來
昭和5年環狀道路（明治通）完工，因此以年號命名。

## 小、中學校學區
區立小、中學校學區請參照下表。
| 町           | 小學校                 | 中學校           |
| ------------ | ---------------------- | ---------------- |
| 昭和町一丁目 | 北區立瀧野川第五小學校 | 北區立堀船中學校 |
| 昭和町二丁目 | 北區立瀧野川第五小學校 | 北區立堀船中學校 |
| 昭和町三丁目 | 北區立瀧野川第五小學校 | 北區立堀船中學校 |

## 交通

### 鐵道
- JR宇都宮線、高崎線 ■尾久站

### 道路
- 東京都道306號王子千住南砂町線（日语：東京都道306号王子千住南砂町線）（明治通）

### 路線巴士
明治通上有「昭和町三丁目」、「尾久站前」巴士站，可利用以下系統。
- 東京都交通局（都營巴士）
  - 草64（日语：都営バス巣鴨営業所）：池袋站東口 - 王子站前 - 尾久站前 - 新三河島站前 - 三之輪二丁目 - 淺草雷門南

## 設施
- 北區立瀧野川第五小學校
- 北區立昭和町圖書館

## 備註
1. ↑  人口統計表（平成26年08月1日現在） 的存檔，存档日期2014-08-19.
2. ↑  小學校通學區域一覧｜東京都北區 的存檔，存档日期2014-08-17. 2014年3月8日閲覧。
3. ↑  中學校通學區域一覧｜東京都北區 的存檔，存档日期2014-09-06. 2014年3月8日閲覧。
4. ↑  （页面存档备份，存于） 草６４（池袋站東口-淺草雷門）[都巴士］ 路線圖 - NAVITIME 2014年3月8日閲覧。